# ANKRD33
ANKRD33 (англ. Ankyrin repeat domain 33) – білок, який кодується однойменним геном, розташованим у людей на 12-й хромосомі. Довжина поліпептидного ланцюга білка становить 272 амінокислот, а молекулярна маса — 29 011.
| 10         |  | 20         |  | 30         |  | 40         |  | 50         |
| ---------- |  | ---------- |  | ---------- |  | ---------- |  | ---------- |
| MVACYHGFQS |  | VVALLSHCPF |  | LDVNQQDKGG |  | DTALMLAAQA |  | GHVPLVSLLL |
| NYYVGLDLER |  | RDQRGLTALM |  | KAAMRNRCEC |  | VATLLMAGAD |  | LTAVDPVRGK |
| TALEWAVLTD |  | SFDTVWRIRQ |  | LLRRPQVEQL |  | SQHYKPEWPA |  | LSGLVAQAQA |
| QAQVAPSLLE |  | RLQATLSLPF |  | APSPQEGGVL |  | DHLVTATTSL |  | ASPFVTTACH |
| TLCPDHPPSL |  | GTRSKSVPEL |  | LVPAEAQSFR |  | TPKSGPSSLA |  | IPGAQDREEE |
| TGGGGQNGTE |  | VGEDGIGQAG |  | NR         |  |            |  |            |

A: Аланін

C: Цистеїн

D: Аспарагінова кислота

E: Глутамінова кислота

F: Фенілаланін

G: Гліцин

H: Гістидин

I: Ізолейцин

K: Лізин

L: Лейцин

M: Метіонін

N: Аспарагін

P: Пролін

Q: Глутамін

R: Аргінін

S: Серин

T: Треонін

V: Валін

W: Триптофан

Задіяний у такому біологічному процесі, як альтернативний сплайсинг. 